# Krabi (provincie)
Krabi is een Thaise provincie in het zuiden van Thailand. In december 2002 had de provincie 377.954 inwoners en is daarmee de 62e provincie qua bevolking in Thailand. De oppervlakte bedraagt 4708,5 km² en is daarmee de 46e provincie qua omvang in Thailand. De provincie ligt op ongeveer 814 kilometer van Bangkok. Krabi grenst aan Surat Thani, Nakhon Si Thammarat, Trang en Phang Nga. Krabi heeft een kustlijn van ongeveer 166,2 km.

## Provinciale symbolen
|  | Het provinciale zegel van Krabi |

## Klimaat
De gemiddelde jaartemperatuur is 28 graden. De temperatuur varieert van 18 graden tot 36 graden. Gemiddeld valt er 1920 mm regen per jaar. 

## Religie
Bijna twee derde van de bevolking van Krabi behoort tot het theravadaboeddhisme (65,2 procent). Verder leeft er een signifcante moslimminderheid (34,7 procent).

## Geschiedenis

### Tsunami's
Op 26 december 2004 verwoestten tsunami's ontstaan als gevolg van een zeebeving bij Sumatra de kuststreken van Phuket. Er vielen 198 slachtoffers en meer dan 1800 gewonden (cijfers 28 december 21.00 uur) en er was grote materiële schade.

## Politiek

### Bestuurlijke indeling
De provincie is onderverdeeld in 8 districten (Amphoe) namelijk:
| Amphoe 1. Mueang Krabi 2. Khao Phanom 3. Ko Lanta 4. Khlong Thom 5. Ao Luek 6. Plai Phraya 7. Lam Thap 8. Nuea Khlong |